# Сорокин, Георгий Васильевич
Гео́ргий Васи́льевич Соро́кин (25 ноября 1916, Кисловодск — 19 августа 2010, Москва) — российский актёр, мастер художественного слова, народный артист РСФСР (1974).

## Биография
В 1938 г. окончил Театральное училище им. М. Щепкина (1938).
В 1939—1956 гг. — в Центральном театре Советской армии.
Снялся в таких картинах, как «Учитель танцев» (1952), «Весёлые звёзды» (1954), «Она вас любит!» (1956), Операция «Трест» (1967), «Диалог» (1977).
С 1956 г. — в Москонцерте. Первая сольная программа «Вл. Маяковский» (1950). В 1953 сделал композицию по пьесе Маяковского «Клоп», тогда ещё не шедшей на театральных сценах. В 1956—1957 гг. выступал с сатирической прозой, включавшей произведения М. Зощенко, роман Ильфа и Петрова «Двенадцать стульев».
На рубеже 50-60-х гг. включает в репертуар стихи Е. Евтушенко, А. Вознесенского, Р. Рождественского. В середине 60-х гг. создаёт две композиции по произведениям С. Есенина. В первую, кроме лирики, входила поэма «Пугачёв», во вторую — «Анна Снегина» и «Чёрный человек».
В результате общения с Е. Булгаковой возникла композиция «Булгаков», в неё входили фрагменты из романа «Мастер и Маргарита» (1974). В середине 70-х гг. в творческом содружестве с режиссёром А. Конниковым создаёт новые работы: «Федор Достоевский» (сцены из романов «Идиот», «Братья Карамазовы») (1971); «Аэропорт» по роману А. Хейли; «Я пришёл дать вам волю» по роману В. Шукшина о Степане Разине.
В 80-е гг. читает стихи М. Цветаевой — «Поэзия. Судьба. Характер» (1986); А. Ахматовой, В. Высоцкого. Значительными работами над прозой явились: «А. Куприн. Рассказы» (1985), Л. Соболев «Морская душа», «Солженицын, вернитесь!».
В 1993 г. выступает с литературно-музыкальным моноспектаклем «Фёдор Шаляпин» (по книге «Маска и душа»). В 1999 г. — «Мой Пушкин», получивший пушкинскую медаль от Российской Академии словесности; в 2000 г. — «Александр Вертинский» (по книге «Дорогой длинною», реж. А. Кравцов), посвящённый памяти М. Брохеса; «Ваш Антон Чехов» (повесть «Дама с собачкой» и рассказы); «Виктор Боков. Стихи». Последняя программа «Художник Игорь Обросов» (по книге «Чёрное и белое») — новеллы о жизни и искусстве XX в. Многие произведения в исполнении артиста записаны на радио.

Могила Г. В. Сорокина на Ваганьковском кладбище в Москве

## Награды
- Медаль «За победу над Германией в Великой Отечественной войне 1941—1945 гг.» (октябрь 1945 года)[2]
- Заслуженный артист РСФСР (1965)
- Народный артист РСФСР (1974)
- Орден Дружбы народов[2]
- Орден Почёта (22 октября 1996 года) — за заслуги перед государством, большой вклад в укрепление дружбы и сотрудничества между народами, многолетнюю плодотворную деятельность в области культуры и искусства[3]
- Благодарность Президента Российской Федерации (13 ноября 2003 года) — за большой вклад в развитие эстрадного искусства[4]
- Орден «За заслуги перед Отечеством» IV степени (23 ноября 2006 года) — за большой вклад в развитие отечественной культуры и многолетнюю творческую деятельность[5]